# Pseudosedum ferganense
Pseudosedum ferganense är en fetbladsväxtart. Pseudosedum ferganense ingår i släktet Pseudosedum och familjen fetbladsväxter.

## Underarter
Arten delas in i följande underarter:
- P. f. ferganense
- P. f. parvum